# موريس مالون
موريس مالون (بالإنجليزية: Maurice Malone؛ بالألمانية: Maurice Malone) هو لاعب كرة قدم ألماني وأمريكي، ولد في 17 أغسطس 2000 في آوغسبورغ في ألمانيا.

## وصلات خارجية
- موريس مالون على موقع الاتحاد الدولي (مؤرشف)  (الإنجليزية)
- موريس مالون على موقع الاتحاد الأوربي (الإنجليزية)
- موريس مالون على موقع قاعدة بيانات كرة القدم.إي يو (الإنجليزية)
- موريس مالون على موقع بيانات كرة القدم. دي إي (الألمانية)
- موريس مالون على موقع ليكيب (الفرنسية)
- موريس مالون على موقع Soccerbase.com (لاعب) (الإنجليزية)
- موريس مالون على موقع Soccerway.com (الإنجليزية)
- موريس مالون على موقع عالم كرة القدم.نت (الإنجليزية)